# 室宮山古墳
室宮山古墳（むろみややまこふん）は、奈良県御所市室にある古墳。形状は前方後円墳。国の史跡に指定されている。
葛城地方では最大、全国では第18位の規模の古墳で、5世紀初頭（古墳時代中期）頃の築造と推定される。別称を「室大墓（むろのおおはか/むろのおおばか）」とも。

## 概要
奈良盆地南西縁、御所市中央部にある丘陵の先端部を切断して築造された巨大前方後円墳である。古くから後円部には八幡神社が祀られ、「宮山」の名称はこれに由来する。「室（むろ）」は古くからの地名で、『和名抄』にも大和国葛上郡に「牟婁郷」と見える。古墳域ではこれまで数次の発掘調査が実施されたほか、近年では1998年（平成10年）の台風7号による倒木被害に伴う出土遺物の調査が実施されている。
墳形は前方後円形で、前方部を西南西方向に向ける。墳丘は3段築成。墳丘長は238メートルを測り、葛城地方では最大、ひいては全国でも第18位の規模になる。墳丘外表には花崗岩製の割石による葺石が葺かれ、各段には円筒埴輪・朝顔形埴輪が巡らされる。また墳丘周囲には盾形周濠が巡らされ、さらに周堤に乗るように陪塚のネコ塚古墳が築造されている。埋葬施設は、後円部に2ヶ所、前方部に2ヶ所、張出部に各1ヶ所の計6ヶ所と推定される。後円部の2ヶ所は、それぞれ竪穴式石室に竜山石製の長持形石棺を納めたものである。長持形石棺は「王者の石棺」とも称される王墓に特有の棺であるが、本古墳の棺はその中でも大規模な部類になる。
築造時期は、古墳時代中期の5世紀初頭頃と推定される。被葬者としては、記紀に伝わる葛城襲津彦（かずらきのそつひこ）に比定する説が有力視される。葛城地方では古墳時代前期に大型古墳はなく、中期に入り室宮山古墳が突如出現する様相を示す。室宮山古墳に次ぐ葛城地方の首長墓は掖上鑵子塚古墳（御所市柏原、墳丘長149メートル）と見られるが、その規模は室宮山古墳から大きく縮小する。なお、御所市域では室宮山古墳を契機とする遺跡として、5世紀中頃-後半に盛期を迎えた広域の集落遺構の南郷遺跡群や、5世紀末から営まれた巨勢山古墳群が知られる。
古墳域は1921年（大正10年）に国の史跡に指定されている。

## 遺跡歴
- 1888年（明治21年）頃、陪塚ネコ塚古墳の発掘。竪穴式石室と鉄器が発見されたという[4]。
- 1908年（明治41年）、前方部付近の耕作中に木片（木棺材か）および鏡（11面以上か）・玉・石製品が出土したという[4]。
- 1921年（大正10年）3月3日、国の史跡に指定[9]。
- 1922年（大正11年）、梅原末治が墳丘外形・後円部石室天井石・明治41年出土品について報告[10][4]。
- 戦中、前方部が開墾により撹乱。その開墾中に高野槙製の板材（木棺材か）が出土[4]。
- 1950年（昭和25年）、後円部埋葬施設の盗掘事件、それに伴う緊急調査。竪穴式石室2基を確認、南石室および長持形石棺の様相が判明[4]。
- 1971年（昭和46年）、前方部北側の張出部の発掘調査。粘土槨を検出[4]。
- 1989年（平成元年）、北側周堤部分の発掘調査[4]。
- 1995年（平成7年）、遺跡範囲確認調査。北張出部の伸長方向を確定（御所市教育委員会）[4]。
- 1998年（平成10年）9月22日、台風7号による倒木に伴う遺物の多数出土。その後、その遺物調査（御所市教育委員会）[4]。
- 2022年（令和4年）3月15日、史跡範囲の追加指定。
- 2024年（令和6年）10月11日、史跡範囲の追加指定。
- 2025年（令和7年）3月10日、史跡範囲の追加指定。

## 墳丘

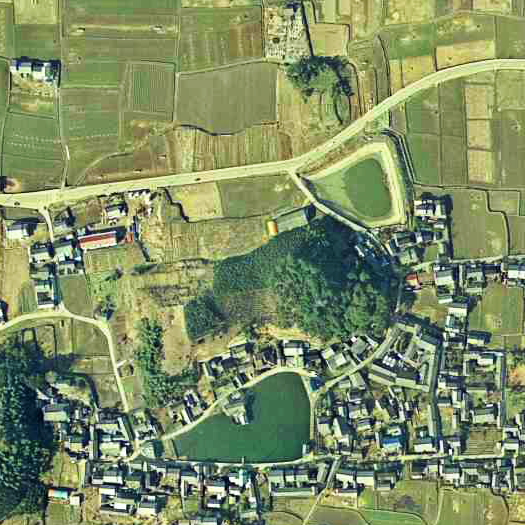
室宮山古墳の空中写真。ステレオ写真はこちら。

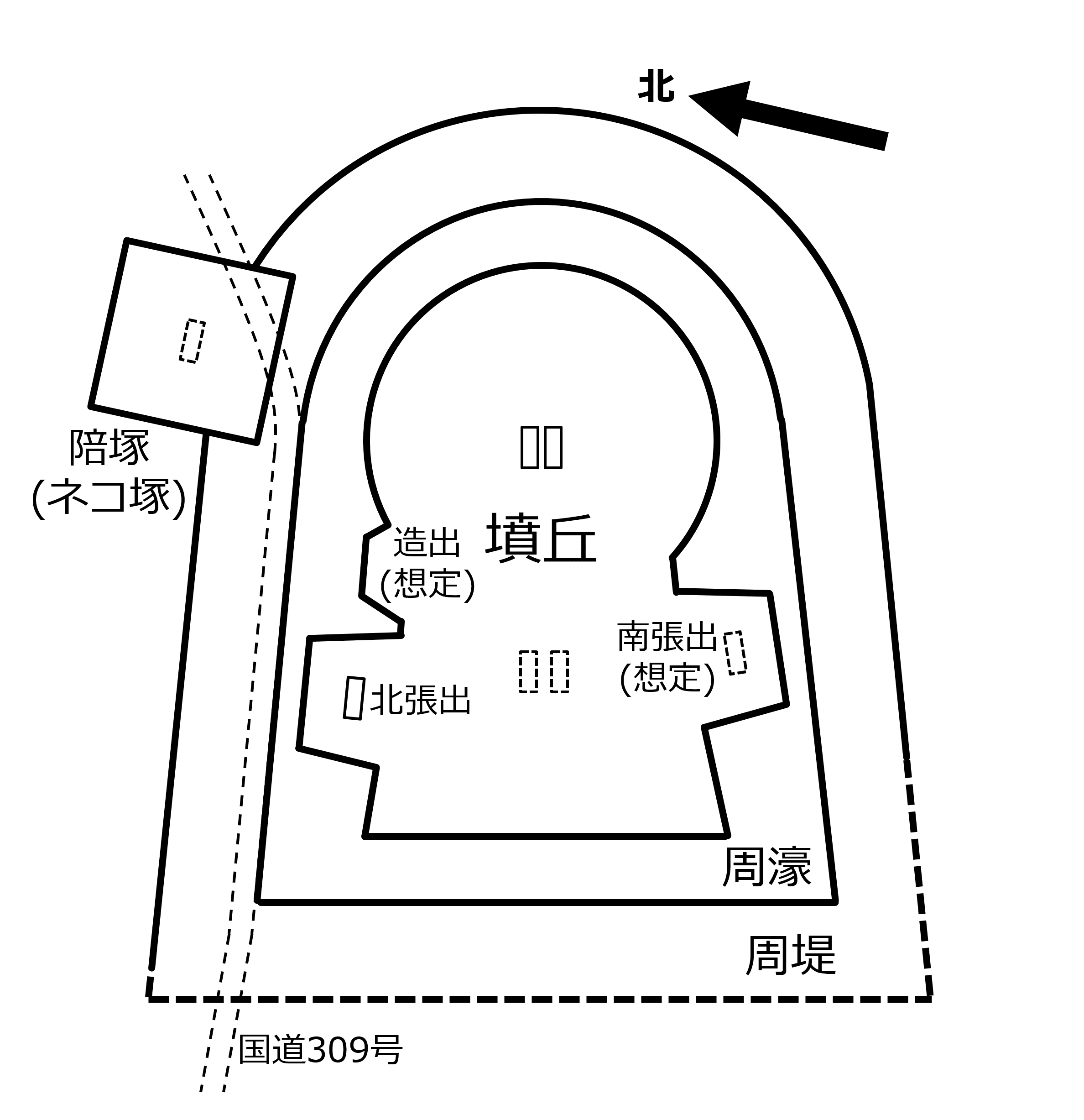
復元図

墳丘の規模は次の通り（推定復元値は、1996年に発表された古墳復原案による）。
- 墳丘長：238メートル
- 後円部 - 3段築成。
  - 直径：105メートル（推定復元148メートル）
  - 高さ：25メートル
  - 後円部最上段の円丘壇：基底部直径38メートル、上端直径30メートル、高さ2.5-3メートル
- くびれ部
  - 幅：記載なし（推定復元107メートル）
- 前方部 - 3段築成。
  - 幅：110メートル（推定復元152メートル）
  - 高さ：22メートル
- 造出（推定）
- 北張出 - 2段築成。
- 南張出（推定）

墳形の外形に関しては、コナベ古墳（奈良県奈良市）との類似が指摘される。特に前方部は、後円部と同等まで発達した形態を示す。前方部の北側には張出部が存在するが、地山の削出によって形成されている点や出土遺物の推定時期の点から、室宮山古墳本体の築造と同時に計画的に築造されたと見られる。また、墳丘南側に位置する中池の北岸にも不自然な突出が見られることから、墳丘南側にも北側のような張出（南張出部）の存在が推定される。
また、地形図では墳丘のくびれ部北側にも膨らみが見られることから、同地点に造出の存在可能性も指摘される。墳丘南側については旧地形が失われているため詳細不明であるが、前述の南張出部を仮定すると造出を想定する余地が無いため、存在しなかったと見られる。
墳丘の周囲には盾形周濠が巡らされており、南側にある中池がその痕跡とされる。周濠外側の周堤は幅40メートルほどと推測され、北側の痕跡は現在に国道309号として使用される部分に認められる。

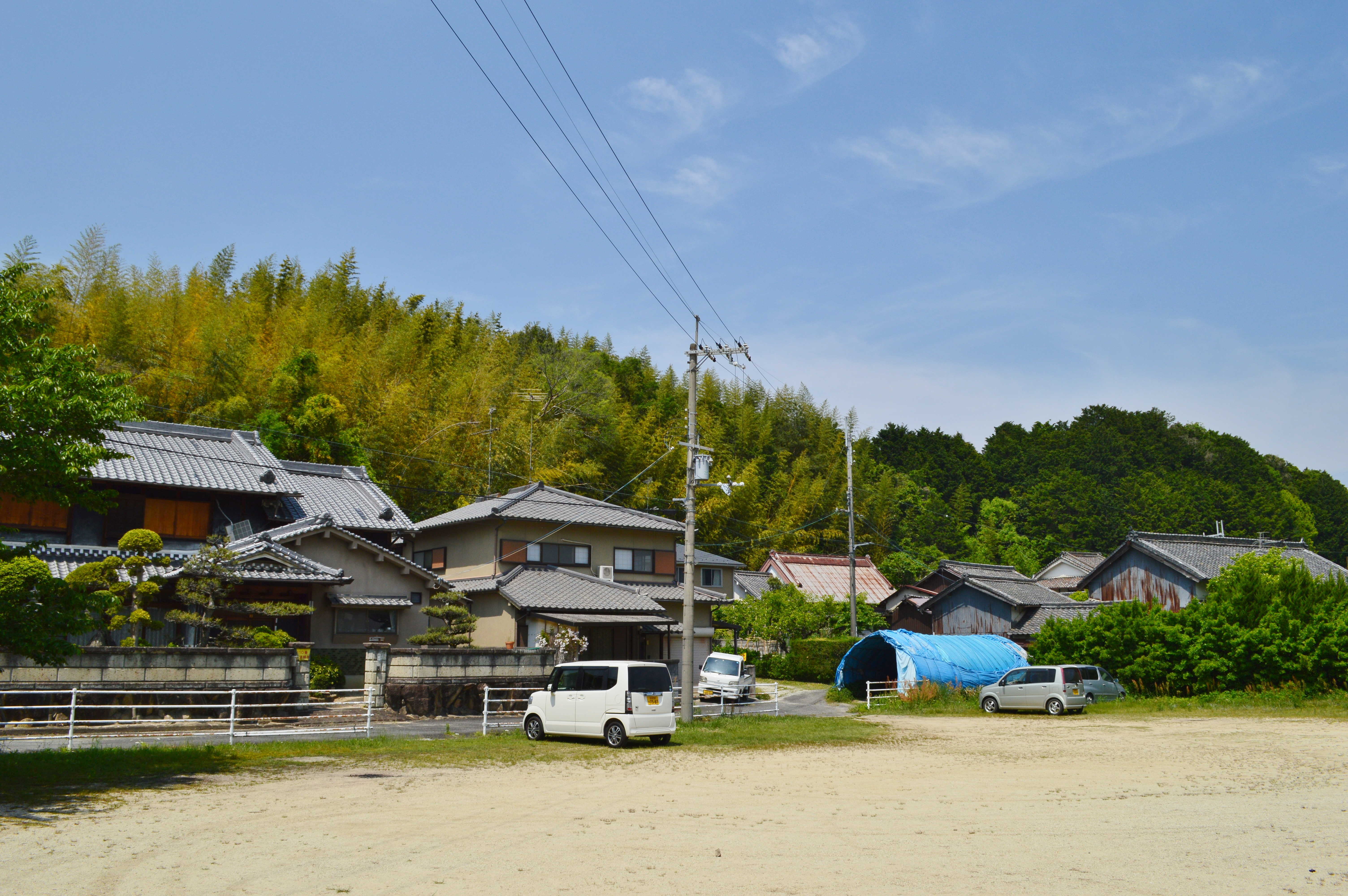
墳丘全景（南方より） 左に前方部、右奥に後円部。
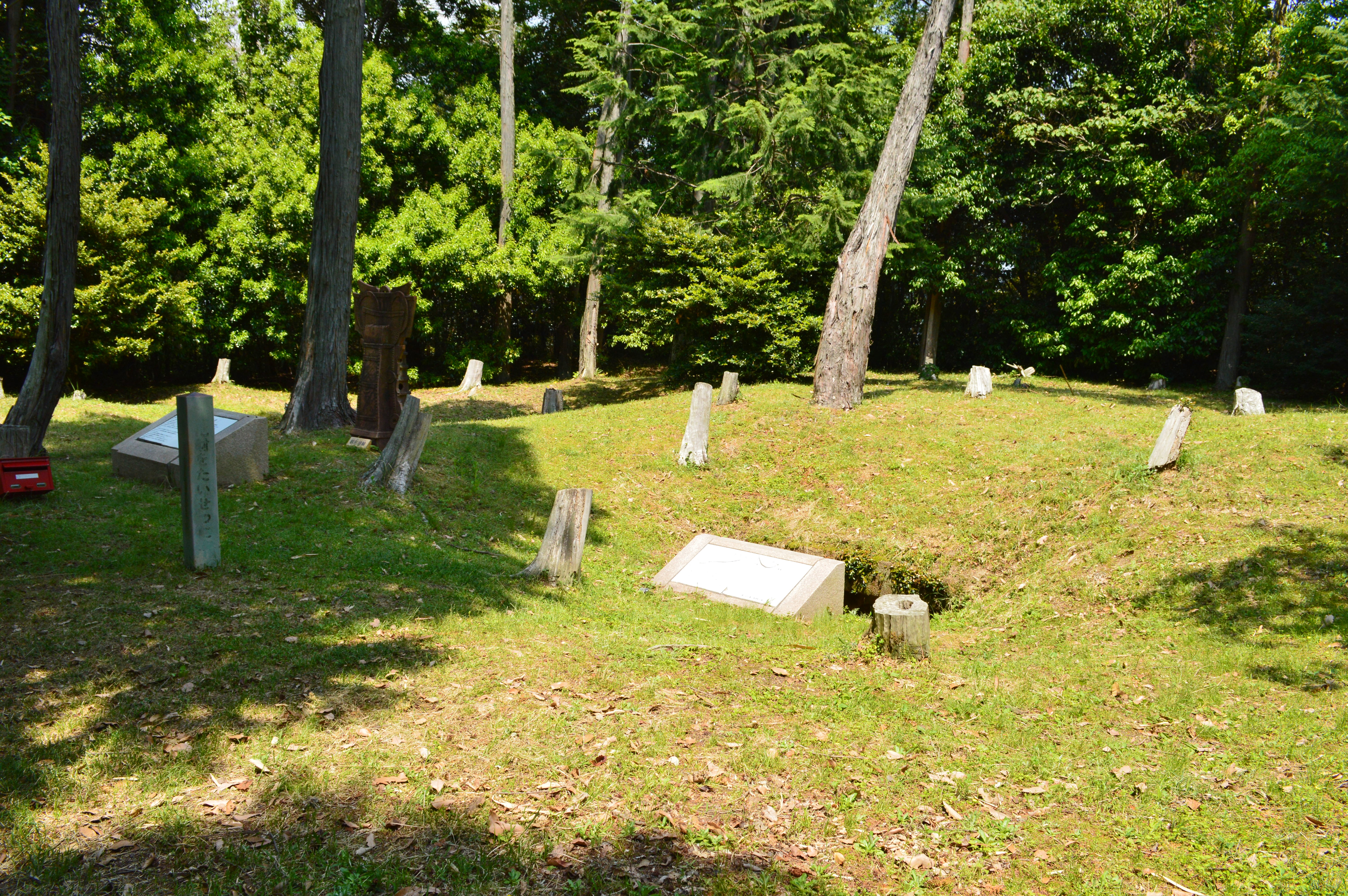
後円部墳頂 右に南石室、靫形埴輪のレプリカの奥に北石室。

## 埋葬施設
埋葬施設は、後円部に2ヶ所、前方部に2ヶ所（推定）、北張出部に1ヶ所、南張出部に1ヶ所（推定）の計6ヶ所。主体となる後円部の2ヶ所は、墳丘中軸線（東西）を挟み南北に平行に並ぶ。

### 後円部南石室

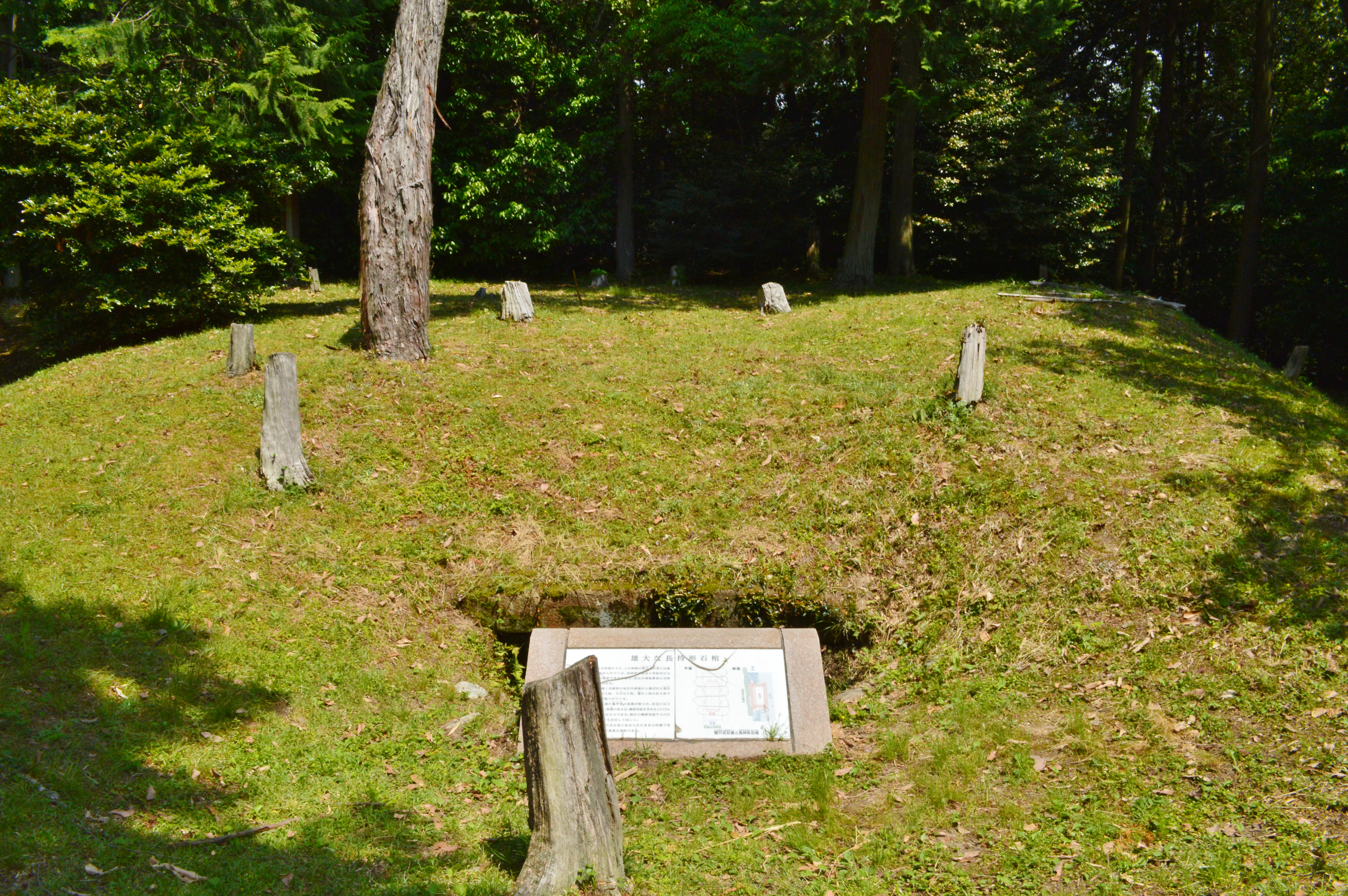
後円部南石室

後円部の南石室は、1950年（昭和25年）に盗掘を受け、同年に緊急発掘調査が実施されている。
この南石室は、緑泥片岩・石墨片岩など結晶片岩（紀の川産）製の割石を積んだ竪穴式石室で、長さ5.5メートル、幅1.9メートル（東側）・1.71メートル（西側）、高さ約1.1メートルを測る。天井石は凝灰岩（流紋岩質溶結凝灰岩：兵庫県加古川市付近の姫路酸性岩）製の切石で、西端1枚を除く5枚を遺存する。この石室の中央に石棺を据える。
石棺は、兵庫県加古川流域産の成層ハイアロクラスタイト（竜山石）による組合式の長持形石棺で、全面に朱を塗り、長さ3.5メートル（縄掛突起を含むと3.77メートル）、幅約1.4メートルを測る。蓋石は格子亀甲文を有するほか、縄掛突起を4面各2個の計8個有する。被葬者は東枕であり、石室は石棺を据えたのちに築かれたと見られる。盗掘に伴い石室内の副葬品の多くは散逸したが、調査では三角縁神獣鏡片・甲冑片・刀剣片などが検出されている。また、石棺は現在も石室に納めた状態のまま保存されている。
この石室周囲には、2重の埴輪列が長方形に巡らされていた。埴輪列のうち、外側列は甲冑形埴輪（冑は革製）・靫形埴輪・盾形埴輪など高さ約1.5メートルを測る埴輪40体前後から成る大規模な武器形埴輪列、内側列は円筒埴輪・朝顔形埴輪列とする。武器形埴輪は正面を外側に向けて被葬者を守る意味合いを示す。そのうち冑形埴輪が当時一般的な鉄製冑形でなく革製冑形であることから、被葬者自身の武具の象徴というよりも被葬者を守護する親衛隊の象徴と見られる。また2重埴輪列のさらに南側には、大型の家形埴輪5体以上が置かれていた。以上の埴輪の一部や埴輪列の復元模型は橿原考古学研究所付属博物館に展示されている。

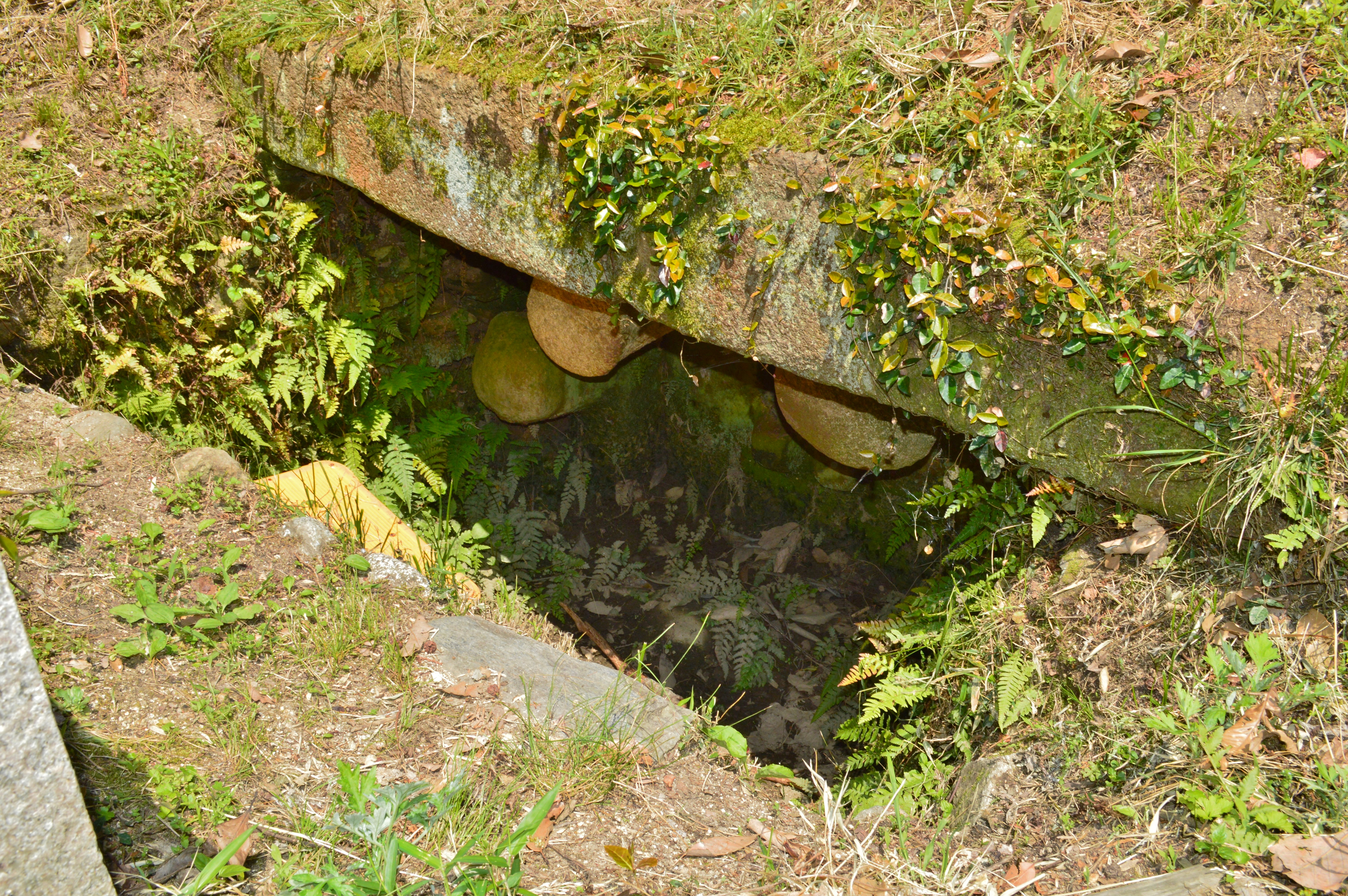
南石室 開口部
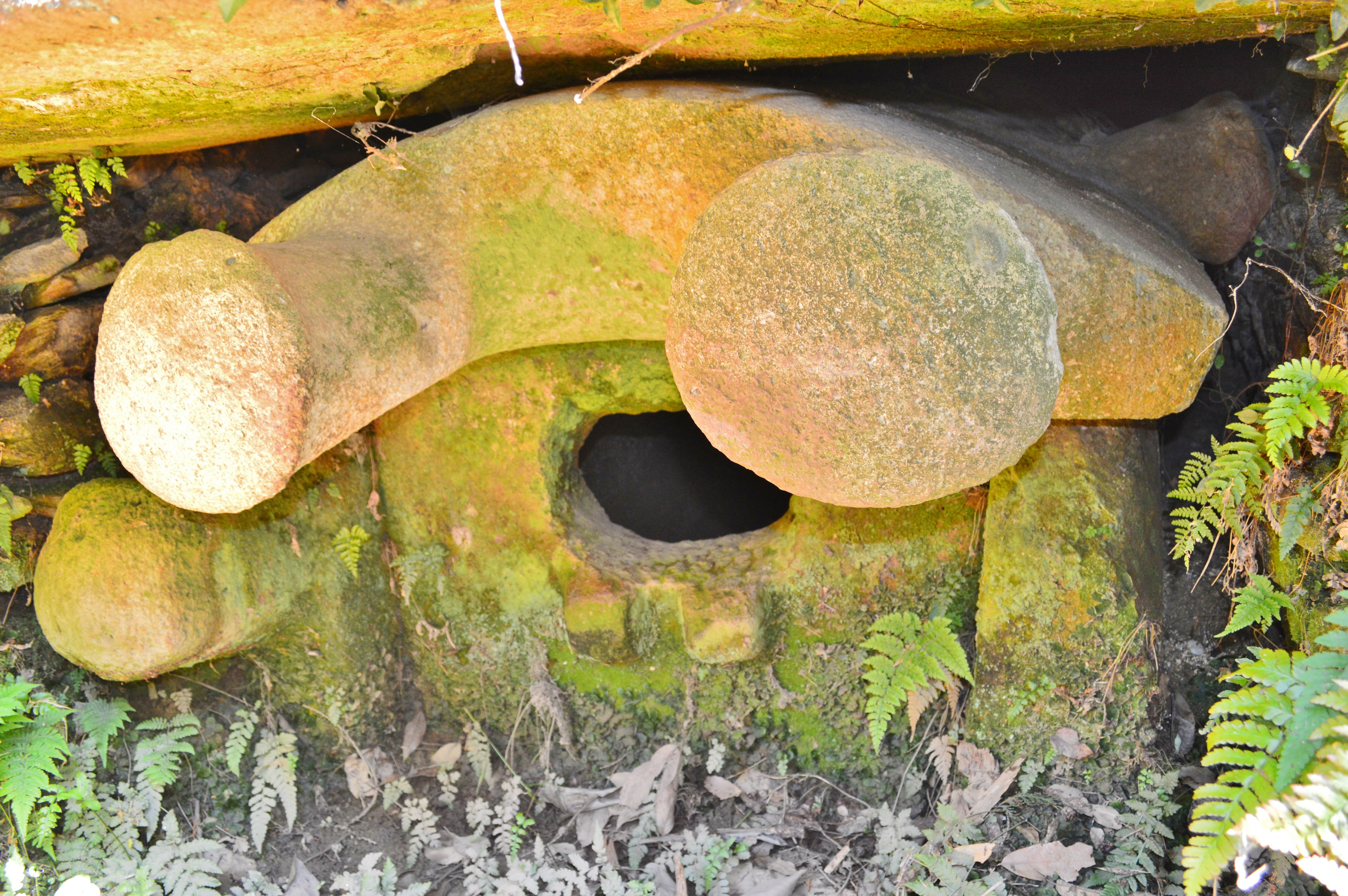
南石室 石棺
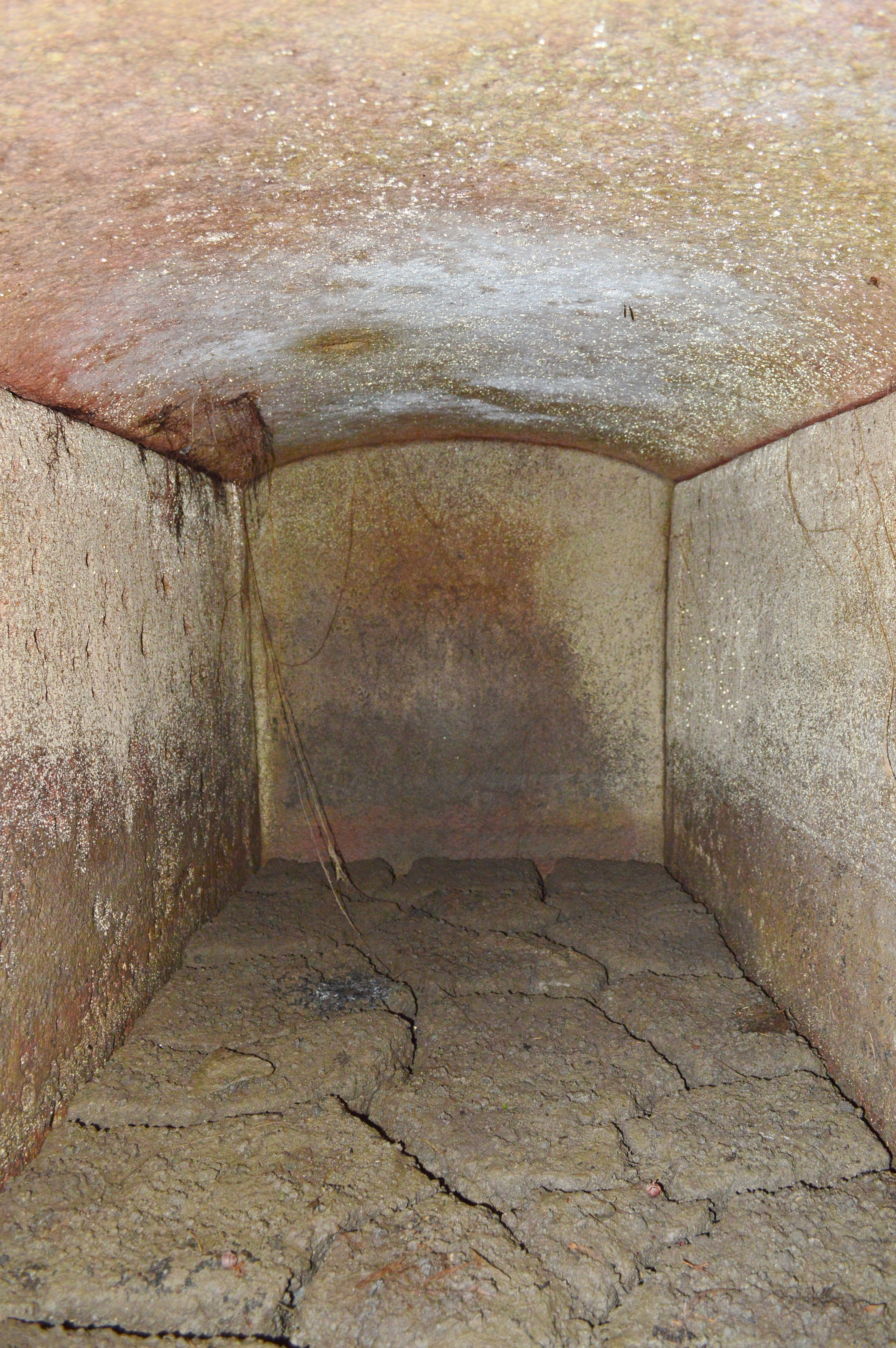
南石室 石棺内部

### 後円部北石室

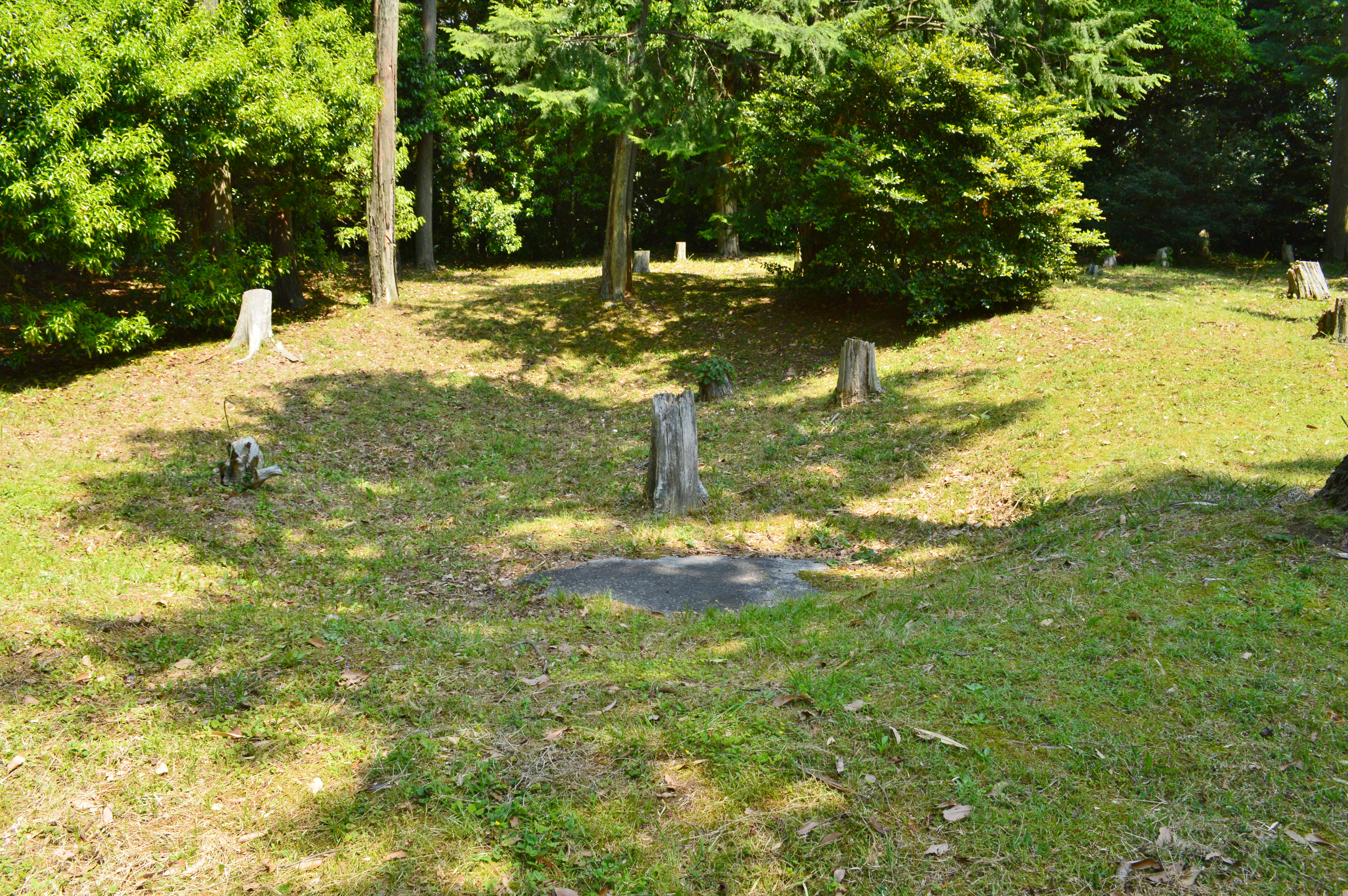
後円部北石室

後円部の北石室は、発掘調査がなされていないため詳細は明らかでない。ただし1998年（平成10年）の台風7号に伴う倒木被害の際、倒木の根の跡の調査から若干の様相が判明している。
調査によれば、北石室も南石室と同様に緑石片岩を積み上げた竪穴式石室である。内部に竜山石製の長持形石棺が安置され、石棺は閃緑岩で根固めされていた。石室周囲にも同様に埴輪列が巡らされていたが、原位置から大きく動いたものが多数あり、この北石室もまた乱掘により多くが破壊されたと見られている。また、副葬品のうちには珍しく陶質土器が存在するという特徴を示す。

### その他
前方部
墳丘上に2基が推定される。うち1基は1908年（明治41年）の耕作に伴い発掘され、木片（木棺材か）のほか鏡・玉・石製品が出土したという。鏡は少なくとも11面（うち絵模様神獣鏡2面・三角縁神獣鏡1面・獣首鏡1面）、玉類は滑石製勾玉・管玉・棗玉・玻璃玉など4種170余個、石製品は石製刀子1個。鏡の一部には鉄錆が見られたことから、鉄器類の存在可能性も指摘される。
また戦時中には、前方部中央から南西寄りの部分における開墾により、高野槙製の板材（木棺材か）が出土したともいう。明治41年と同じ埋葬施設かは不明であるが、前方部中央に位置しないことから前方部には複数基存在した可能性が有力視される。
北張出部
粘土槨1基。内部の木棺が推定長8.6メートルを測るという、長大な埋葬施設になる。1971年（昭和46年）の発掘調査で漆塗製品（革製冑か）・鉄鏃・短甲片・鉄刀片が出土した。鉄製冑でなく革製冑が出土したことから、この被葬者は後円部被葬者の親衛隊長と推測されている。
南張出部
南張出部の存在自体が推定段階であるため明らかでないが、南張出部の存在を仮定すれば北張出部と同様に埋葬施設を有すると見られる。

## 出土品
南石室からの出土品は次の通り。
- 石棺内
  - 玉類 - 管玉など。棺外からの流入か。
- 石室内（石棺外）
  - 玉類 - 勾玉・管玉など。
  - 琴柱形石製品
  - 刀剣 11口
  - 革綴短甲残片
  - 鏡破片 - 神獣鏡（唐草文帯二神二獣鏡）。石棺内か石棺外かは不明。
- 石室上封土（天井石閉塞後の祭祀によるものか）
  - 滑石製の石製模造品 - 刀子・斧頭など。
  - 土師器片
  - 鉄製品 - 鉄剣など。

北石室では加耶（朝鮮半島南部）産の陶質土器4点以上が副葬品として認められており、中でも精緻な船形陶質土器1点が注目されている。陶質土器の副葬は類例がなく、土器自体も一般的な日本の須恵器と色調が異なることから、朝鮮半島からの伝世品と推測される。
埴輪のうちでは、特に後円部南石室から出土した高さ1.2メートルを測る大型家形埴輪が知られる。宮山古墳の南方には、5世紀前半頃の豪族政庁跡とされる極楽寺ヒビキ遺跡（御所市大字極楽寺）があるが、そこで判明した大型掘立柱建物跡と柱形状が角柱で一致することから、埴輪と実際の建物遺構とが同じ様相を示す珍しい例として注目されている。ただし、極楽寺ヒビキ遺跡は室宮山古墳に若干遅れる時期の遺構になるため、この家形埴輪自体は極楽寺ヒビキ遺跡の建物を表すものにはならない。
前方部および張出部における出土品は前述の通り。

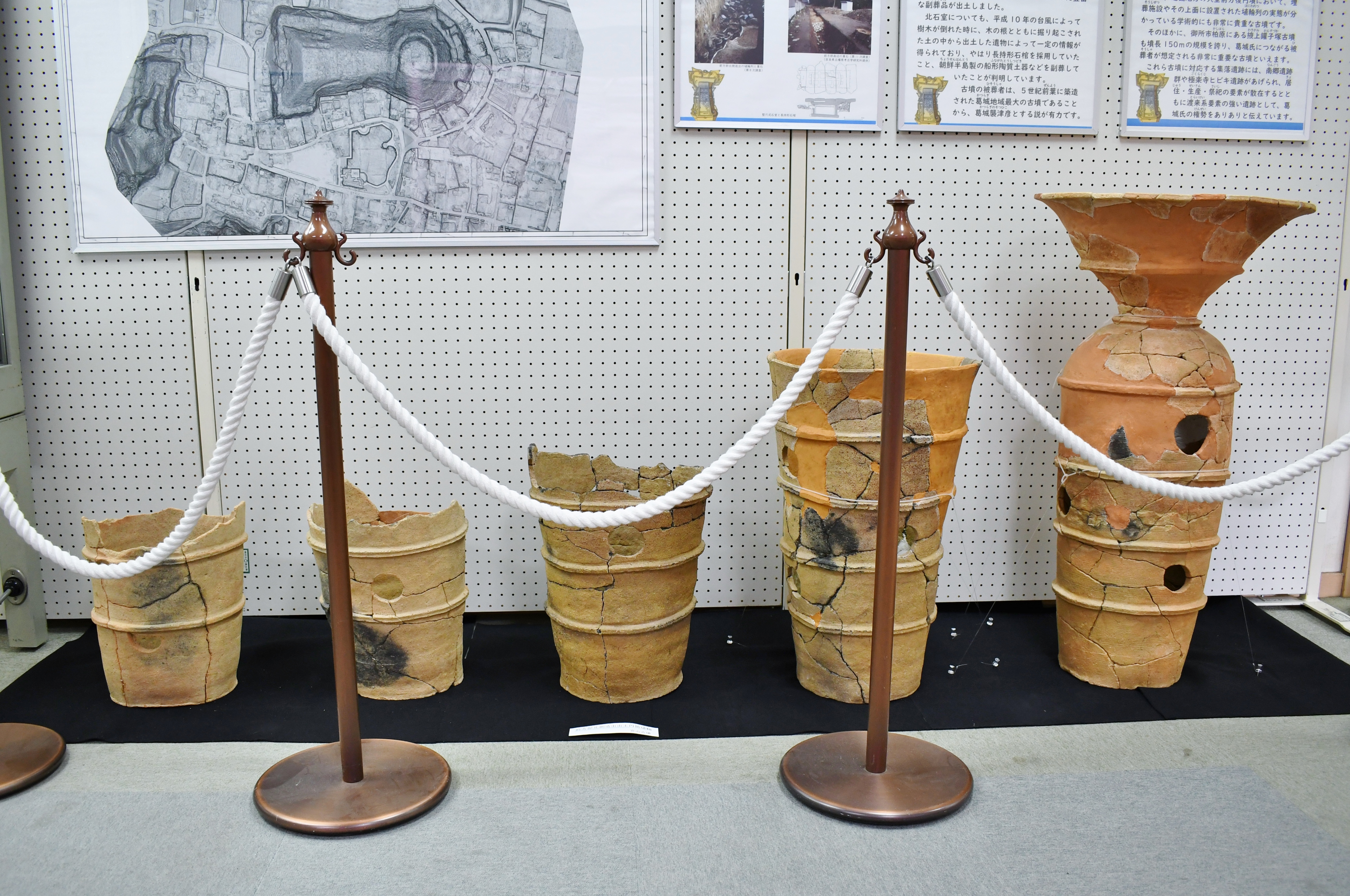
前方部北側造出出土 円筒埴輪・朝顔形埴輪 御所市文化財展示室展示。

## 被葬者
室宮山古墳の実際の被葬者は明らかでないが、一説として武内宿禰（たけしうちのすくね/たけうちのすくね）の墓に比定する説が知られる。この武内宿禰は、『日本書紀』や『古事記』によれば景行天皇（第12代）から仁徳天皇（第16代）に5代の各天皇に仕えたという伝説上の忠臣である。記紀ではその墓に関する記載はないが、中世の『帝王編年記』仁徳天皇78年条の記す一説では、武内宿禰は大和国葛下郡で薨じ死所は「室破賀墓」であるとしており、同記の編纂当時（南北朝時代頃）には本古墳に関して武内宿禰被葬者説が存在したことが知られる。ただし、この武内宿禰は7世紀頃の創出と見られる史実性の薄い人物になる。
別説として近年では、被葬者を葛城襲津彦（かずらきのそつひこ）に比定する説が有力視される。この襲津彦は『古事記』で武内宿禰の子に位置づけられる人物で、記紀以前の『百済記』にも類似名称の記載があることから、4世紀末から5世紀前半頃の実在性が有力視される。襲津彦の活動時期は本古墳の築造時期とも一致し、また朝鮮半島に派遣されたという襲津彦の人物像は北石室出土の船形陶質土器とも関連づけられるが、本古墳を襲津彦の墓とする明確な根拠は知られていない。また葛城襲津彦に比定する場合でも、記紀の記す襲津彦の人物像にはモデル人物が複数存在する可能性があるため、本古墳の被葬者と一対一に対応するものではない。
そのほか、かつては本古墳を孝昭天皇陵や孝安天皇陵に比定する説もあった。なお、『日本書紀』『古事記』では孝安天皇の宮（皇居）が室の「秋津島宮（あきつしまのみや、葛城室之秋津島宮）」であると見えるが、その宮を当地に比定する説が古くからあり、室宮山古墳の東側に鎮座する八幡神社境内には「室秋津島宮阯」碑が建てられている。

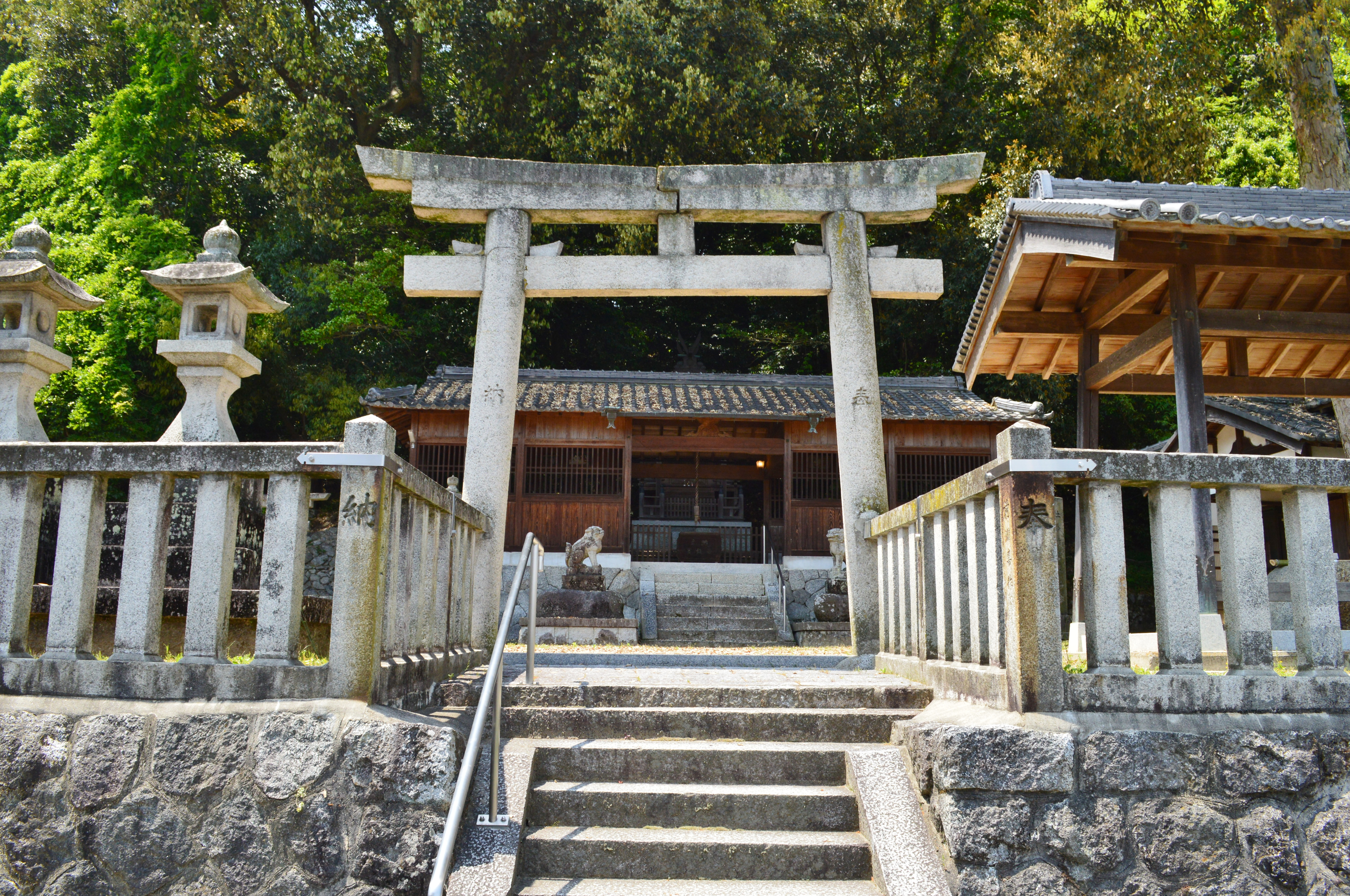
後円部に隣接する八幡神社
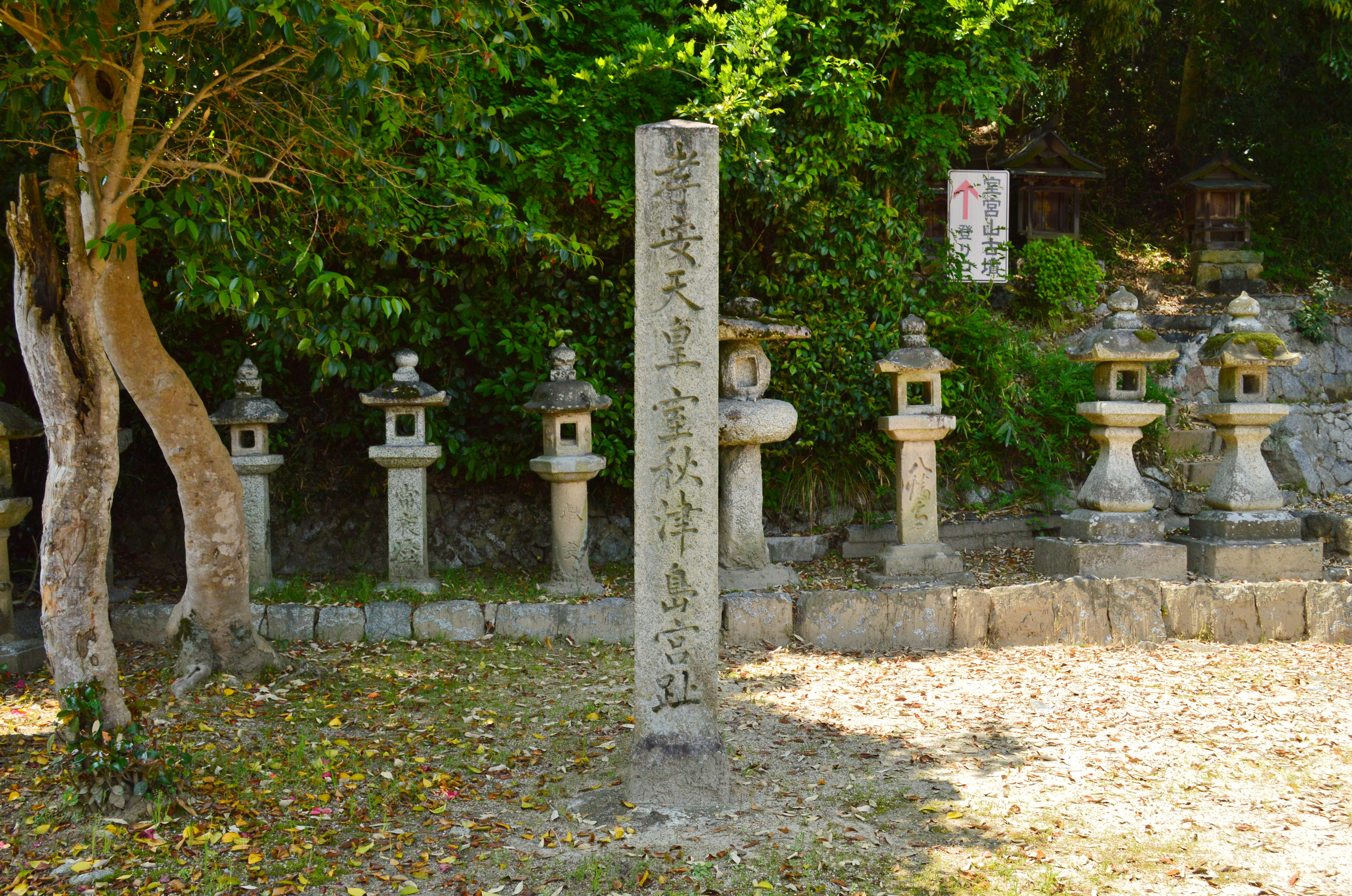
八幡神社境内にある室秋津島宮阯碑

## 陪塚

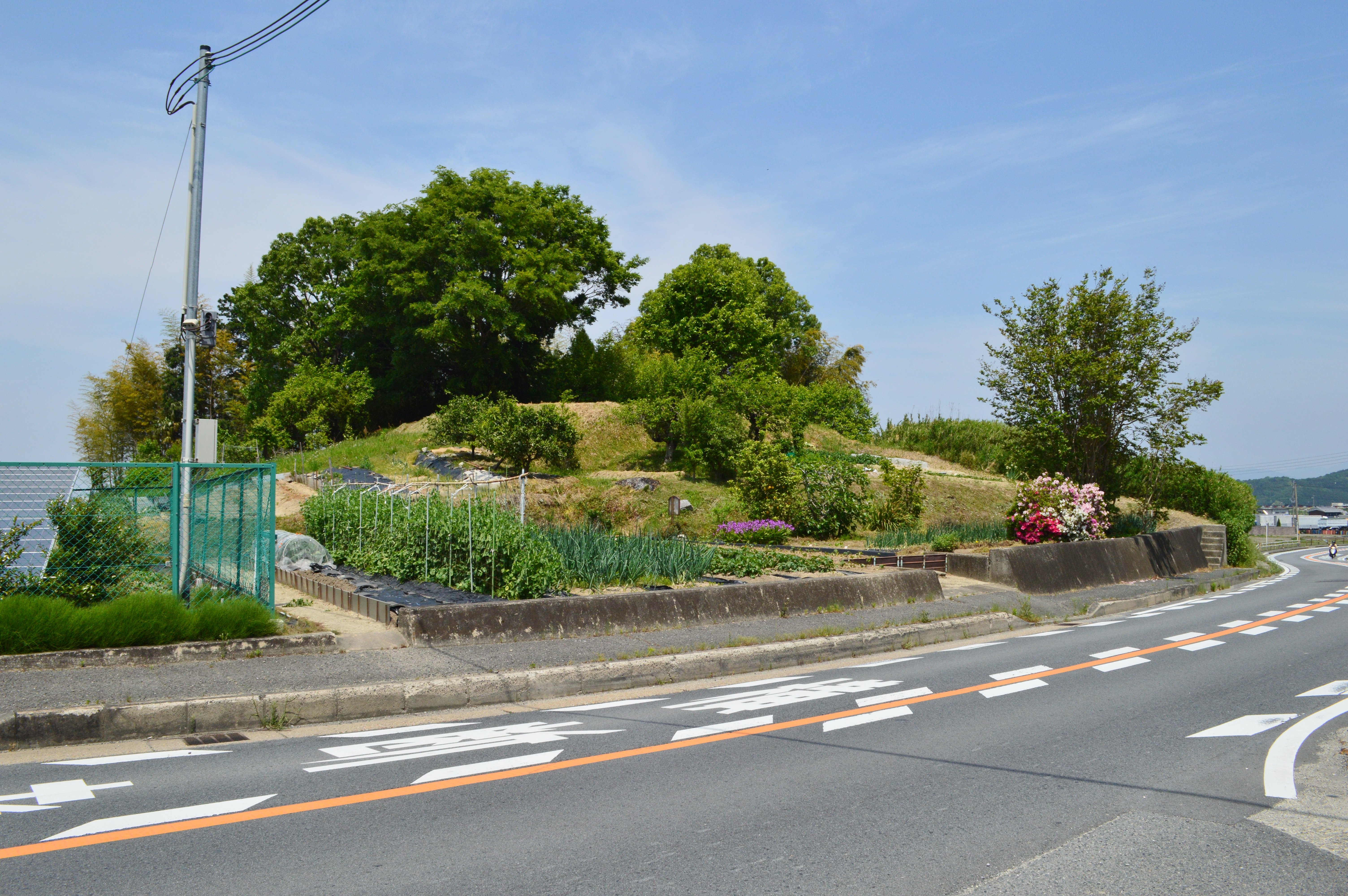
ネコ塚古墳

室宮山古墳の北東には、陪塚としてネコ塚古墳（猫塚古墳）が所在する。室宮山古墳の周堤に乗るようにして築造された方墳で、一辺約70メートル、高さ約10メートルを測る。1888年（明治21年）頃に発掘され、竪穴式石室と鉄器が発見されたという。その後の調査では、墳丘外表から緑泥片岩・刀剣類・鉄鏃・三尾鉄・三角板革綴短甲・頸甲などが検出されている。
出土した甲冑類が多いことから、このネコ塚古墳の被葬者を武器庫管理者（原初的官僚）と推定する説がある。

## 文化財

### 国の史跡
- 宮山古墳 - 1921年（大正10年）3月3日指定[9]、2022年（令和4年）3月15日・2024年（令和6年）10月11日・2025年（令和7年）3月10日に史跡範囲の追加指定[22][23][24]。

## 考証
考古学的な特徴として、室宮山古墳が築造された当時は大王墓が佐紀（佐紀盾列古墳群）から河内（百舌鳥古墳群・古市古墳群）に移る過渡期にあたる点、またそれまで大型古墳が営まれなかった地に室宮山古墳が突如として出現する点、さらに当該時期としては奈良県最大の規模として築造された点が挙げられる。この時期は全国的にも古墳時代前期までの中小豪族が大きく伸長する傾向を示し、背景に佐紀王権（旧勢力）を牽制する河内王権（新勢力）の政治的意図が見られることから、室宮山古墳もまたその一環で築造されたとする説がある。

## 関連施設
- 奈良県立橿原考古学研究所附属博物館（橿原市畝傍町） - 室宮山古墳の出土品を保管・展示。
- 御所市文化財展示室（御所市室） - 室宮山古墳の出土品を保管・展示。

## 関連文献
（記事執筆に使用していない関連文献）
- 『奈良県御所市 史跡宮山古墳・史跡巨勢山古墳群保存活用計画』御所市教育委員会、2022年。 - リンクは奈良文化財研究所「全国遺跡報告総覧」。